# Njurmussling
Njurmussling (Hohenbuehelia reniformis) är en svampart som först beskrevs av G. Mey., och fick sitt nu gällande namn av Rolf Singer 1951. Njurmussling ingår i släktet Hohenbuehelia och familjen musslingar.  Arten är reproducerande i Sverige. Inga underarter finns listade i Catalogue of Life.